# Mineralizacja (geologia)
Mineralizacja – zjawisko tworzenia minerałów w skorupie ziemskiej w wyniku oddziaływań substancji mineralnych z gazami lub roztworami różnego pochodzenia.